# Stefano De Martino
Stefano De Martino (Torre Annunziata, Provincia de Nápoles, Italia, 3 de octubre de 1989) es un bailarín profesional, actor de cinema y de teatro, presentador de televisión y de radio italiano, empresario, coreógrafo, showman y modelo. Es uno de los Millennials más conocidos y famosos de la televisión italiana y, en general, del "star system" italiano, también gracias a sus relaciones sentimentales con Emma Marrone, Belén Rodríguez, Gilda Ambrosio y Mariacarla Boscono.

## Biografía

### Familia y vida privada
Belén Rodríguez en abril de 2012 se comprometió con Stefano De Martino. El 9 de abril de 2013 nació, en Milán, Santiago De Martino, el primer hijo de la pareja Stefano y Belén que luego se unió oficialmente en matrimonio bajo religión católica unido a la ley italiana el 20 de septiembre de 2013 en Comignago. El matrimonio terminó el 22 de diciembre de 2015. Stefano, antes de su relación con Belén, se había hecho famoso gracias a la relación, que duró de 2009 a 2012, con la cantante de Amici Emma Marrone.
De 2013 a 2015 Belén ha financiado, sin éxito, algunas iniciativas empresariales de Stefano De Martino, en ese momento su primer marido: estos fracasos, de acuerdo con Chi, son algunas de las razones que llevaron a su separación en diciembre de 2015. Por ejemplo, en octubre de 2014 Belén Rodríguez y su esposo Stefano De Martino fundó una cadena de tiendas de ropa en Milán llamado 4store y luego, al ver el éxito inicial, siguiendo la cadena expandida fuera de Milán a mediados del año 2015, pero a finales de 2015, la cadena fracasaron: tenga en cuenta que en virtud de la ley italiana, el cónyuge más rico (Belén) debe pagar un mantenimiento de la vida a la ex cónyuge (Stefano) que es más pobre (de Belén) también en caso de infidelidad (de Stefano contra Belén); después de que Stefano abandonó el hogar conyugal en marzo de 2015 después de algunos meses de graves dificultad: después del intento fallido de Belén de reconciliarse con su marido, el 21 de diciembre de 2015 Stefano De Martino definitivamente deja el domicilio conyugal (y su esposa Belén y su hijo Santiago De Martino); el día siguiente (el 22 de diciembre de 2015) Belén anunció en público la ruptura definitiva de este matrimonio.
Stefano De Martino y Belén Rodríguez se separaron legalmente el 24 de enero de 2017 cuando firmaron un acuerdo judicial (el "divorcio breve") en la Corte de Milán; como parte de este "divorcio breve", Stefano fue condenado a pagar 1000 Euros cada mes a su hijo Santiago hasta que alcanza la mayoría; según la ley italiana, el divorcio entra en vigor legalmente después de seis meses de separación legal. Para evitar un muy largo y muy costoso juicio público en Tribunal, Stefano ni demandó ni recibió dinero de su exmujer. Stefano (que es más pobre de Belén) no está obligado a pagar a su exesposa, sino únicamente a su hijo Santiago que vive con Belén. El 22 de abril de 2019, luego de algunos meses de visitas privadas para tratar de resolver los contrastes de 5 años anteriores, Stefano y Belén regresaron juntos, por primera vez en público; después de unos meses de rumores, Belén en mayo de 2020 comunicó a la prensa la crisis de la relación, y en julio de 2020 comunicó la segunda ruptura con Stefano causando un escándalo.
En octubre de 2020 De Martino llama la atención los medios de comunicación sobre su vida privada, debido a su flirteo con la supermodelo Mariacarla Boscono. En junio de 2021 y en febrero de 2022 circularon rumores en la prensa italiana sobre una supuesta relación sentimental entre De Martino y la presentadora de televisión Andrea Delogu, pero esta última lo desmintió diciendo que los dos son solo amigos y De Martino no hizo declaración sobre lo que dijo la prensa (y desmentido por Delogu). De Martino entre 2016 y 2019 tuvo una relación sentimental con la diseñadora de moda, estilista y influenciadora Gilda Ambrosio; en la primavera de 2020, durante la crisis entre Belen y Stefano, circularon rumores en la prensa italiana sobre una supuesta relación sentimental entre De Martino y la presentadora de televisión Alessia Marcuzzi, pero ambos lo han negado públicamente.

## Carrera artística
Stefano De Martino fue un bailarín profesional en el talent show de Canale 5 Amici di Maria De Filippi en 4 temporadas (2009-2010, 2010-2011, 2011-2012 y 2012-2013), así que fue un coreógrafo en el "variedad dominigal" de Rai 2 Quelli che il calcio en la temporada 2013-2014 y el otoño de 2014. De Martino ha participado también como showman en las siguientes programas de la televisión italiana: Chiambretti Night (late night show de Canale 5) en la temporada 2010-2011, Domenica Cinque ("variedad dominigal" y talk show de Canale 5) en las temporadas 2010-2011 y 2011-2012, Chiambretti Supermarket (late night show de Italia 1) entre la primavera de 2014 y en el verano de 2014, Quanto manca (late night show de Rai 2) en el otoño de 2014, Grand Hotel Chiambretti (late night show de Canale 5) entre el invierno y en la primavera de 2015 y - de nuevo - en la primavera de 2016, Maurizio Costanzo Show (late night show de Rete 4) entre 2015 y 2016. En el otoño de 2015 De Martino fue presentador y showman junto con Marcello Sacchetta en la primera edición del talent show de Real Time Italia Amici Casting. En este período De Martino se convirtió en uno de los blancos preferidos por los paparazzi italianos.
De Martino en la temporada 2015-2016 fue un bailarín profesional y presentador del day-time en la XV edición del talent show Amici di Maria De Filippi. En el invierno de 2016 De Martino fue uno de los profesores y showman en la primera edición del talent show de Canale 5 Pequeños gigantes Italia conducido por Belén Rodríguez. De Martino en el otoño de 2016 ha participado (junto con Marcello Sacchetta) como presentador y showman en la segunda edición del talent show Amici Casting de Real Time Italia; en el mismo periodo (en el otoño de 2016) De Martino (junto con Mariano Di Vaio) fue uno de los profesores y tutores en la primera edición del talent show de Canale 5 Selfie – Le cose cambiano, conducido por Simona Ventura. En la temporada 2016-2017 De Martino fue un bailarín profesional, showman y presentador del day-time en la XVI edición del talent show Amici di Maria De Filippi. De Martino en el diciembre de 2016 ha participado como showman en el variedad de Canale 5 House Party Italia. En el marzo de 2017 De Martino ha participado, como showman y bailarín profesional, en el variedad de Canale 5 Le Olimpiadi della Tv. Entre mayo y junio de 2017 De Martino (junto con Bernardo Corradi) fue uno de los tutores y profesores en la segunda edición del talent show de Canale 5 Selfie – Le cose cambiano conducido por Simona Ventura. En el mayo de 2017 De Martino ha participado también en el late night show Maurizio Costanzo Show (ahora colocado de nuevo en Canale 5) como showman.
De Martino en el otoño de 2017 ha participado (junto con Marcello Sacchetta y Paolo Ciavarro) como presentador y showman en la tercera edición del talent show Amici Casting de Real Time Italia; en la temporada 2017-2018 De Martino fue un bailarín profesional, showman y presentador del day-time en la XVII edición del talent show de Canale 5 Amici di Maria De Filippi. De Martino entre el invierno y en la primavera de 2018 ha participado como enviado en la isla en la XIII edición del reality de Canale 5 L'isola dei famosi, luego, al final de este trabajo, regresó como bailarín profesional y showman en Amici di Maria De Filippi. De Martino en el mismo período participó también como showman en el late night show Maurizio Costanzo Show (producido por la compañía de producción Fascino PGT para Canale 5) y participó en la nueva campaña publicitaria de Avon como modelo y testimonio de la nueva fragancia V for Victory. De Martino en el junio de 2018 participó como showman (junto con otras personalidades famosas) en la primera edición del variedad de Canale 5 Vuoi scommettere? conducido por Michelle Hunziker. De Martino en el otoño de 2018 perdió todos sus roles de trabajo en Amici a favor de Lorella Boccia, ha participado en la nueva campaña publicitaria de Intimissimi como modelo y testimonio de su nueva línea de ropa interior masculina y participó como showman en Domenica In (el "variedad dominigal" de Rai 1 conducido por Mara Venier), Big Show (el programa de humor de Italia 1 conducido por Andrea Pucci junto con Katia Follesa) y Rivelo (late night show de Real Time Italia conducido por Lorella Boccia). De Martino fue, en el mismo período, testimonio de varias campañas publicitarias.
Después de haber participado, como showman y guest-star, en el talent show de Rai 1 Sanremo Young conducido por Antonella Clerici, en la primavera de 2019 De Martino se convirtió en el presentador (junto con Fatima Trotta) de la IX edición de Made in Sud, el programa de humor de Rai 2 previamente conducido por Gigi D'Alessio: en el mismo período, De Martino debutó como presentador de radio presentando (junto con Andrea Delogu) la VI edición, en las frecuencias de Radio 2, del talent show de canto The Voice, luego De Martino, siempre en la primavera de 2019, es el protagonista del documental de Real Time Italia Stefano De Martino - Su di Me. De Martino presentó, junto con Belén Rodríguez, dos eventos musicales de horario central en Rai 2, La notte della Taranta, el 24 de agosto de 2019, y el Festival di Castrocaro, el 3 de septiembre de 2019. De Martino en el otoño de 2019 se convirtió en el presentador (por primera vez solo, sin tener copresentadores) de la V edición de Stasera tutto è possibile, el programa de humor de Rai 2 previamente conducido por Amadeus. Después de haber debutado, a finales del año 2019, como doblador, prestando su voz al personaje de Speedy, en la película Arctic Dogs estrenada en cines italianos en 2020, De Martino en el verano de 2020 regresa en Rai 2 como presentador, junto con Fatima Trotta, de la X edición de Made in Sud.
El 27 de agosto de 2020 De Martino presentó el Festival di Castrocaro en Rai 2 (esta vez sin tener copresentadores). En el invierno de 2021 debutó como actor en la VI edición de la series de TV de Rai 1 Che Dio ci aiuti y fue el presentador de la VI edición del show de Rai 2 Stasera tutto è possibile. En la primavera de 2021 De Martino fue uno de los jueces de competición (junto con Emanuele Filiberto y Stash Fiordispino) en la XX edición del talent show de Canale 5 Amici di Maria De Filippi. En julio de 2021 Stefano De Martino y su hijo Santiago - que había debutado, en septiembre de 2020 junto a su padre Stefano, como actor de doblaje en la película Arctic Dogs - obtienen la portada de Vanity Fair Italia. En el verano de 2021 De Martino participó como actor principal junto a Fiammetta Cicogna en el rodaje de la película Il giorno più bello - dirigida por Andrea Zalone - y poco después De Martino participó, como actor de teatro, en el espectáculo Che coppia noi tre - donde actúa como protagonista junto a Biagio Izzo y Francesco Paolantoni - obteniendo excelentes críticas. Posteriormente, este espectáculo, dado el buen éxito de público obtenido, se repitió en los meses siguientes, y en 2022.
El 12 de diciembre de 2021 De Martino participó como showman en la noche benéfica Festa di Natale - una serata per Telethon, evento presentado, en el horario central de Rai 1, por Mara Venier con Paolo Belli. De Martino, entre el diciembre de 2021 y el enero de 2021, presentó la primera edición de Bar Stella, el nuevo late night show de Rai 2 (este programa representa su debut como autor), y fue el presentador de la VII edición del programa de horario central de Rai 2 Stasera tutto è possibile para 8 eventos en 2022 entre febrero y abril. En la primavera de 2022 De Martino fue uno de los jueces de competición - junto, por segunda vez consecutiva, con Emanuele Filiberto y Stash Fiordispino - en la XXI edición del talent show de Canale 5 Amici di Maria De Filippi. Stefano De Martino y su hijo Santiago en mayo de 2022 participaron en la campaña publicitaria de Emporio Armani como modelos y testimonios. En mayo de 2022, De Martino participó, como showman, en el programa Le Iene conducido por Belén Rodríguez y Teo Mammuccari en el horario central de Italia 1, y luego participó - junto con Alessia Marcuzzi y otros vip - en el programa Domenica In Show conducido por Mara Venier en el horario central de Rai 1. El 9 de junio de 2022 se estrenó en los cines italianos la película Il giorno più bello, en la que De Martino actúa como actor principal, rodada el año anterior (el 2021). De Martino, como representante de Rai 2, y Andrea Delogu, como representante de Radio 2, a partir del 30 de junio de 2022 presentan juntos el festival de música de Rai 2, denominado Tim Summer Hits, para 6 episodios semanales en el horario central, obteniendo éxito con el público y la crítica.
De Martino - a partir del 26 de septiembre de 2022 - fue el presentador de la VIII edición de Stasera tutto è possibile para 6 episodios semanales en Rai 2, que reemplazan el nuevo programa de juegos musicales Sing Sing Sing, versión italiana del programa americano de NBC That's My Jam conducido por Jimmy Fallon, inicialmente previsto para este periodo (con De Martino como presentador) pero los ejecutivos de Rai 2 lo pospusieron para el año siguiente (el 2023). Después de ser invitado en Rai 3 por Fabio Fazio en su programa cultural Che tempo che fa, De Martino presentó en Rai 2 a partir del 29 de noviembre de 2022 hasta el 12 de enero de 2023 la segunda edición de Bar Stella y presentó en Rai 2 la IX edición de Stasera tutto è possibile, a partir del 13 de febrero de 2023, para 7 episodios semanales. De Martino - a partir del 8 de marzo de 2023 hasta el 7 de mayo de 2023 - protagonizó (escrito por él mismo y Riccardo Cassini y dirigido por el ya mencionado Cassini) el espectáculo Meglio Stasera! Quasi-one man show en los principales teatros italianos, obteniendo éxito con la crítica y con el público. En la primavera de 2023, De Martino prestó su voz, como doblador, al personaje de Wade en la película Elemental estrenada en los cines italianos el 27 de junio de 2023. Gracias al buen éxito de público y crítica, el 25 de abril de 2023 la tercera edición de Bar Stella comenzó, siempre con De Martino como presentador, en Rai 2; al igual que en la edición anterior, el programa se emite tres veces por semana (martes, miércoles y jueves); el último episodio de esta edición se emitió el 25 de mayo de 2023.

## Carrera

### Televisión
- Amici di Maria De Filippi (Canale 5, 2009-2010, 2011-2013, 2015-2018, 2021-2022; Real Time Italia, 2015-2018)[148]
- Chiambretti Night (Canale 5, 2010-2011)
- Domenica Cinque (Canale 5, 2010-2012)
- Quelli che il calcio (Rai 2, 2013-2014)
- Chiambretti Supermarket (Italia 1, 2014)
- Quanto manca (Rai 2, 2014)
- Grand Hotel Chiambretti (Canale 5, 2015-2016)
- Maurizio Costanzo Show (Rete 4, 2015-2016; Canale 5, 2017-actual)
- Amici Casting (Real Time Italia, 2015-2017)
- Pequeños gigantes Italia (Canale 5, 2016)
- Selfie – Le cose cambiano (Canale 5, 2016-2017)
- House Party Italia (Canale 5, 2016)
- Le Olimpiadi della Tv (Canale 5, 2017)
- L'isola dei famosi (Canale 5, 2018)
- Vuoi scommettere? (Canale 5, 2018)
- Domenica In (Rai 1, 2018-actual)
- Big Show (Italia 1, 2018)
- Rivelo (Real Time Italia, 2018)
- Sanremo Young (Rai 1, 2019)
- Made in Sud (Rai 2, 2019-2020)
- Stefano De Martino - Su di Me (Real Time Italia, 2019)
- La notte della Taranta (Rai 2, 2019)
- Festival di Castrocaro (Rai 2, 2019-2020)
- Stasera tutto è possibile (Rai 2, 2019 y 2021-2024)
- Festa di Natale - una serata per Telethon (Rai 1, 2021)
- Bar Stella (Rai 2, 2021-2024)
- Le Iene (Italia 1, 2022)
- Domenica In Show (Italia 1, 2022)
- Tim Summer Hits (Rai 2, 2022)
- Sarò con te - La festa del Napoli (Rai 2, 2023)
- Il collegio (Rai 2, dal 2023) - Narrador
- Da Natale a Santo Stefano (Rai 2, dal 2023)

### Radio
- The Voice (Radio 2, 2019)

### Filmografía

#### Doblaje
- 2020 - Arctic Dogs, dirigido por Aaron Woodley - personaje: voz de Speedy
- 2023 - Elemental, dirigido por Peter Sohn - personaje: voz de Wade

#### Ficción
- Che Dio ci aiuti 6 (Rai 1, 2021)

#### Teatro
- Che coppia noi tre - The Show, dirigido por Mario Porfito (2021-2022)
- Meglio Stasera - Quasi One Man Show, dirigido por Riccardo Cassini (2023)

#### Cinema
- 2022[124] - Il giorno più bello, dirigido por Andrea Zalone